# Cancillería del Führer

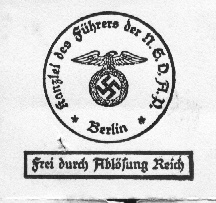
Sello de la Cancillería.

La Cancillería de Hitler o Cancillería del Führer, oficialmente conocida como Kanzlei des Führers der NSDAP («Cancillería del Führer del Partido Nacionalsocialista»; abreviada como KdF) era una organización del NSDAP. También conocida como Privatkanzlei des Führers («Cancillería privada del Führer»), la agencia sirvió como cancillería privada de Adolf Hitler, manejando diferentes asuntos del partido tales como quejas contra funcionarios del partido, apelaciones de tribunales del partido, sentencias oficiales, clemencia de peticiones de becarios del NSDAP y asuntos personales de Hitler. La Cancillería del Führer también jugó un papel clave en el programa de la eugenesia nazi.

## Organización

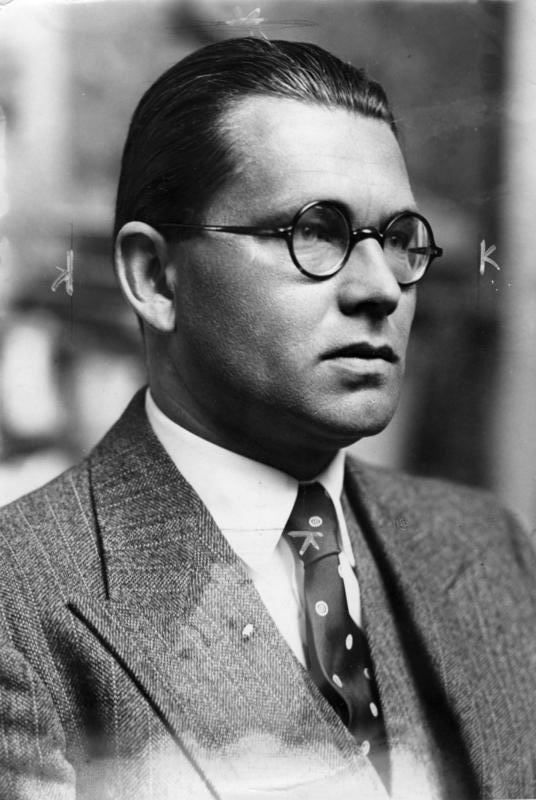
Philipp Bouhler, jefe de la cancillería y del programa Aktion T4.

La cancillería se estableció en noviembre de 1934 en Berlín como una agencia separada, que era paralela a la Cancillería del Reich, Hans Heinrich Lammers y la Cancillería del Partido (hasta 1941: «Personal Designado del Führer»), dirigida por Martin Bormann. El Kanzlei des Führers estaba encabezado por el SS-Obergruppenführer Philipp Bouhler, que llevaba el título de «Chef der Kanzlei des Führers der NSDAP». Su ayudante fue el SS-Sturmbannführer Karl Freiherr Michel von Tüßling. Originalmente, el KdF operaba desde su oficina de Berlín en Lützow Ufer.
Como jefe de la KdF, Bouhler también tenía el rango de Reichsleiter. Fue nombrado jefe el 17 de noviembre de 1934 y ocupó ese cargo hasta el 23 de abril de 1945. Hitler seleccionó a Bouhler para este papel debido a su intensa lealtad y naturaleza deferente. Bouhler también era conocido por su tenaz eficiencia y fanatismo ideológico. En 1939, el KdF movió su asiento cerca del edificio de la Cancillería del Nuevo Reich en Voßstraße N.° 8. En este momento, el KdF tenía veintiséis empleados, lo que aumentó «cinco veces en 1942». Prácticamente hablando, el KdF o «Cancillería del Führer del NSDAP», como lo llama el biógrafo de Hitler Ian Kershaw, fue originalmente diseñado para tratar la correspondencia entre el Führer y los funcionarios del Partido, y así él podía mantenerse «en contacto directo con las preocupaciones de la gente». Gran parte de la correspondencia que llegó al KdF consistió en «quejas triviales, pequeñas quejas y disputas personales menores de los miembros del Partido». El KdF de Bouhler trabajó en conjunto con las oficinas del Ministro de Propaganda Joseph Goebbels para «verificar publicaciones del partido nazi por su corrección ideológica».
El KdF estaba compuesto por las siguientes cinco oficinas principales (Hauptämter), todas subordinadas directamente a Hitler:
- Hauptamt I: Privatkanzlei (Asuntos personales del Führer); jefe: Albert Bormann.
- Hauptamt II: Angelegenheiten betr. Staat und Partei (Asuntos estatales y del partido); jefe: Viktor Brack.
- IIa: Stellvertretender Leiter des Hauptamtes II (Subjefe Hauptamt II); jefe de sección: Werner Blankenburg.
- Hauptamt III: Gnadenamt für Parteiangelegenheiten (Oficina de Indultos para Asuntos del Partido); jefe: Hubert Berkenkamp; luego de 1941 en adelante: Kurt Giese.
- Hauptamt IV: Sozial- und Wirtschaftsangelegenheiten (Asuntos sociales y económicos); jefe: Heinrich Cnyrim.
- Hauptamt V: Internes und Personal (Asuntos internos y asuntos de personal); jefe: Herbert Jaensch.[9]

Después de 1941, la influencia de Bouhler y la del KdF disminuyeron y Martin Bormann lo desautorizó en gran medida. Finalmente, el KdF fue absorbido por la Cancillería del Reich encabezada por Lammers durante la guerra.

## Aktion T4
Los funcionarios del departamento Hauptamt II bajo Viktor Brack desempeñaron un papel vital en la organización de la ejecución de personas con enfermedades mentales y discapacidades físicas en el programa de «eutanasia» Acción T4, especialmente la «eutanasia» infantil de 1939. Mediante un decreto (anticuado) del 1 de septiembre, Hitler designó a Bouhler y su médico personal Karl Brandt para administrar el «programa de eutanasia», donde supervisarían la ejecución de personas con discapacidades mentales. La implementación de las operaciones de asesinato se dejó a subordinados como Brack y el SA-Oberführer Werner Blankenburg. Además de la Cancillería de Hitler, solo un puñado de personal estaba al tanto del funcionamiento interno del «programa de eutanasia» para mantener el secreto, lo cual es parte de la razón por la que Hitler eligió a Bouhler, ya que sabía que el KdF «podía dirigir las ejecuciones sin involucrar a demasiadas personas y sin volverse demasiado visible».
De acuerdo con el plan dirigido por la Cancillería, los médicos debían informar a cualquier recién nacido con anomalías o defectos congénitos al departamento de salud local. Asimismo, se exigió a los médicos que registraran a los niños menores de tres años que padecían tales condiciones. Durante la fase de ejecución relacionada con la «eutanasia» de niños, el KdF eligió el título de portada, Comité del Reich para el registro científico de dolencias hereditarias severas, que solo existía en el papel; los nombres en clave también fueron empleados por miembros de la KdF para asuntos relacionados con la «eutanasia». Para proporcionar una apariencia adicional de legitimidad a la operación, tres médicos o »certificadores» también tuvieron que estar de acuerdo sobre cualquier diagnóstico antes de que se pudiera administrar una «muerte misericordiosa», que incluía la firma final de un psiquiatra, todo lo cual realmente se reducía a las consideraciones económicas con respecto a la capacidad de trabajo de la persona. Para ejecutar las deportaciones, se estableció la organización camuflada Gemeinnützige Krankentransport GmbH, que estaba ubicada en Tiergartenstraße N.° 4. Al igual que las operaciones de «eutanasia» anteriores, el secreto volvió a ser primordial, ya que Hitler le dijo explícitamente a Bouhler sobre Aktion T4, «la Cancillería del Führer no debe verse en ningún caso activa en este asunto». Muchos empleados de KdF que participaron en T4 se unieron más tarde a la Operación Reinhard, el plan alemán bajo Odilo Globocnik para exterminar a los judíos polacos en el distrito del Gobierno General de la Polonia ocupada por los alemanes durante la Segunda Guerra Mundial.

### Citaciones
1. ↑  McNab, 2009, pp. 78–80.
2. ↑  Miller, 2006, pp. 155, 157.
3. ↑  «Adelige Funktionäre in der NSDAP im Jahre 1939». Institut Deutsche Adelsforschung (en alemán). Archivado desde el original el 4 de junio de 2004. Consultado el 21 de agosto de 2016.
4. 1 2  Friedlander, 1997, p. 40.
5. ↑  Miller, 2006, p. 157.
6. ↑  Kershaw, 2001, p. 258.
7. 1 2  Kershaw, 2001, p. 257.
8. ↑  Evans, 2006, p. 253.
9. 1 2  Friedlander, 1997, p. 41.
10. ↑  Hamilton, 1984, p. 251.
11. ↑  Zentner y Bedürftig, 1991, p. 104.
12. ↑  Stackelberg, 2007, p. 186.
13. ↑  Schafft, 2004, pp. 159–163.
14. ↑  Hilberg, 1985, pp. 225–226.
15. ↑  Schafft, 2004, p. 160.
16. ↑  Proctor, 1988, pp. 206–208.
17. ↑  Miller, 2006, p. 158.
18. ↑  Childers, 2017, p. 345.
19. ↑  Friedlander, 1997, p. 44.
20. ↑  Schafft, 2004, pp. 160–161.
21. ↑  Röder, Kubillus y Burwell, 1995, p. 54.
22. ↑  Friedlander, 1997, p. 73.
23. ↑  Fleming, 1994, p. 20.